# Ōkuchi
Ōkuchi (大口市?) era una città giapponese della prefettura di Kagoshima. Il 1º novembre 2008, Ōkuchi è stata fusa con la cittadina di Hishikari per formare la nuova città di Isa e la municipalità di Ōkuchi è stata soppressa.